# Színtöltés
A színtöltés a részecskefizikában a gluonoknak és a kvarkoknak a kvantum színdinamikával (QCD) kapcsolatos SU(3)-töltés jellegű mennyisége, a szín-SU(3)-szimmetria Noether-töltése.
A közönséges színnel való analógia kapcsán, miszerint a színek kikeverhetők három alapszínből, a három alapállapotot szokás a vörös, zöld és kék szavakkal megjelölni. Az analógia azonban csak külsődleges, semmi köze sincs a részecskék optikai tulajdonságaihoz.

## Története
Az 1964-ben megalkotott Gell-Mann–Zweig-modellel, a kvarkmodellel volt egy súlyos elméleti probléma. A bariondekuplett sértette a Pauli-elvet. A Δ++ hiperon 3 u kvarkból, a Δ− 3 d kvarkból, az Ω− hiperon pedig 3 s kvarkból áll. Ezek kvarkíz-hullámfüggvénye tehát szimmetrikus az alkotórészek tetszőleges felcserélésével szemben, mivel a kvark ugyanabban az ízállapotban van. Természetesen igaz ez a dekuplett többi tagjának ízhullámfüggvényére is, de ezen a három barionon ez szemléletesen látszik. De ugyanez a helyzet a spin-hullámfüggvényükkel is, hiszen mindhárom kvark spinje (½) azonos irányban áll, így adják ki a hiperon 3/2-es spinjét. A térhullámfüggvényük is teljesen szimmetrikus, mivel a kvarkok relatív pálya-impulzusmomentuma nulla. Azaz ezen hiperonok teljes hullámfüggvénye teljesen szimmetrikus, holott a Pauli-elv szerint teljesen antiszimmetrikusnak kellene lennie, hiszen feles spinű részecskék, azaz fermionok rendszeréről van szó.
1964-ben Oscar Wallace Greenberg feltette, hogy a kvarkoknak van még egy SU(3)-szimmetriához kapcsolódó töltése. A színhez kapcsolódó színhullámfüggvényről feltéve, hogy az mindig szingulett, azaz antiszimmetrikus, sikerült megoldani a bariondekuplett Pauli-elvet sértő tulajdonságát, hiszen az eddig teljesen szimmetrikus hullámfüggvényhez hozzáadva az új antiszimmetrikus részt, az új teljes hullámfüggvény immár antiszimmetrikus lett.

## Analógia más töltéstípusokkal
A színtöltés bizonyos értelemben analógiája a részecskék elektromos töltésének a kvantum-elektrodinamika területéről, amely viszont egy U(1)-szimmetriához, a mértékszabadsághoz kötődik. A különbség az, hogy egy U(1) töltés egy elemi töltés tetszőleges valós számszorosa lehet elvileg, egy SU(3)-töltés viszont három különböző állapot valamelyike, vagy normált keveréke.
Matematikailag a színtöltés teljesen analóg a kvarkmodell 3 kvarkot tartalmazó változatával, a Gell-Mann–Zweig-modellel, mivel mindkettő egy-egy SU(3) szimmetrián alapul, az íz-SU(3)- illetve a szín-SU(3)-szimmetrián. Hasonló matematikai analógia létezik a spin és az izospin között, mivel mindkettőt egy-egy SU(2)-szimmetria, a térbeli SO(3)-szimmetria kiterjesztését képviselő spin-SU(2)-, illetve az izospin-SU(2)-, azaz az íz-SU(2)-szimmetria jellemzi.

## Kvarkbezárás
A Pauli-elvvel kapcsolatos problémán túl a kvarkbezárás tapasztalati tényére is formális megoldást adott annak feltételezése, hogy nemcsak a bariondekuplett, hanem minden megfigyelhető részecske színállapota szingulett („fehér”) kell legyen. Barionok (három kvark) esetén ez mindig piros–kék–zöld színösszetételt, mezonok (kvark–antikvark) esetén pedig szín–antiszín (vörös–antivörös, kék–antikék, zöld–antizöld) állapotot követelt meg.